# Rustícola d'Arle
Rustícola d'Arle (Vaison, ~551 – Arle, 11 d'agost de 632) fou una monja occitana, abadessa del monestir de Santa Cesària d'Arle. És venerada com a santa per l'Església catòlica i l'ortodoxa. Rustícola o Màrcia va néixer a Vaison (Seguret), en una família noble i cristiana. Molt jove, ingressà al monestir que havia fundat a Arle santa Cesària. Molt pietosa, es lliurà a la pregària i la meditació. Per la seva virtut fou elegida abadessa només amb divuit anys, malgrat que ella no volia, després de la mort de l'abadessa Lil·liola. Arran de conflictes amb les autoritats civils, va ésser amenaçada, falsament acusada i empresonada. Clotari II la rehabilità en demostrar-se'n la innocència i tornà a ésser abadessa, aconseguint que el monestir cresqués i arribés a un període brillant de la seva història. Va morir el 632 en llaor de santedat i fou sebollida al monestir.